# ГЭС Сянцзяба
ГЭС Сянцзяба (кит. трад. 向家壩, упр. 向家坝, пиньинь Xiàngjiābà) —  гидроэлектростанция на реке Цзиньша (верхнее течение Янцзы) в Китае. Плотина расположена в городском уезде Юншань, в городском округе Чжаотун провинции Юньнань. По реке проходит административная граница с провинцией Сычуань.

## Гидроэлектростанция
ГЭС Сянцзяба -  крупная плотинная гидроэлектростанция с установленной мощностью 7 798 МВт. Площадь водосбора в районе гидроузла составляет 458 800 км2, площадь водохранилища 95,6 км2, полная ёмкость водоема 5,2 км3, полезная ёмкость 0,9 км3, высота над уровнем моря 375±5 м. ГЭС входит в состав строящегося каскада плотин на Янцзы, сооружения электростанции являются звеном проекта регулирования стока Цзиньша, который преследует цели получения гидроэлектроэнергии, снижения количества ила в воде, ирригации и улучшения условий судоходства на реке.

## Судоподъёмник
Гидроузел оборудован вертикальным лифтовым судоподъёмником. Так как расположенная выше по течению реки ГЭС Силоду не оборудована судоподъёмниками, то водохранилище Сянцзяба является последним судоходным участком реки Цзиньша вверх по течению. 
Судоподъёмник расположен на левом берегу плотины. Длина относящихся к нему сооружений превышает 1,5 км, которые в себя включают верхний подходной канал, шлюзовую часть, секцию судового отсека, нижнюю шлюзовая часть и нижний подходной канал. Максимальная высота подъёма судового лифта составляет 114,2 метра, размер судового отсека 116×12×2,5 м, что в случае кораблей класса «река-море» соответствует способности транспортировать суда водоизмещением до 1 803 т, но проектной грузоподъёмностью при обычной эксплуатации считается 1 000 т. Проектная пропускная способность 1,12 млн.т в год, минимальное время прохода судна — 15 минут.